# The Need for Speed
A Road & Track Presents: The Need for Speed (gyakori rövidítéssel TNFS vagy NFS1) egy autóversenyzős videójáték, a Need for Speed-sorozat első és címadó része. 1994-ben jelent meg 3DO konzolra, majd 1995-ben portolták PC MS-DOS-ra, 1996-ban pedig PlayStation és Sega Saturn konzolokra. Japánban Nissan Presents: Over Drivin' néven forgalmazták.
1996-ban megjelent egy Special Edition változat, amely Windowson is ment, támogatta a többjátékos módot, vezetés közbeni zenét és két új versenypályát tartalmazott.

## Fejlesztése
A játékot eredetileg a Road & Track amerikai autós szakfolyóirat reklámozása céljából fejlesztették ki. Az újság volt a felelős az autók bemutatásáért: minden autóról részletes leírás, statisztika, és számos fénykép tekinthető meg. Ezek mellett az egyes autók vezetési tulajdonságairól is elemzéseket készítettek, hogy a programozók hűen tudják szimulálni azokat.
A játékot az EA Canada (ma EA Vancouver) fejlesztette. Az EA Canada elődje a Distinctive Software volt, amely korábban a Test Drive és Test Drive II autós játékokat készítette.

## Leírása
A játékban közutakon és versenypályákon lehet sportautókat vezetni, és AI autók ellen versenyezni. Három játékmód van: időfutam, verseny egyetlen AI játékos ellen, bajnokság AI mezőnnyel. Az alapjátékban nyolc autó és hat pálya található, a pályák közül három zárt, és három országúti, és mindegyiken két napszak közül lehet választani. A bajnokság megnyerésével egy bónusz autó és pálya, a pályáknak pedig több változata (tükrözött, földutas) lesz elérhető. A Special Edition két további pályát tartalmaz.
A Road & Track Presents: The Need for Speed japán változata, a Nissan Presents: Over Drivin' GT-R egy erősen helylegesített játék: csak Nissan és Datsun sportautók szerepelnek benne, és csak Sega Saturn konzolon fut.

## Fogadtatása
A The Need for Speed pozitív bírálatokat kapott. A kritikusok a korhoz képest kimagasló, részletes 3D grafikát, az autók és pályák választékát, és a vezetési élményt magasztalták.